# Ezechiel Banzuzi
Ezechiel Banzuzi, né le 16 février 2005, est un footballeur néerlandais qui joue au poste de milieu de terrain au RB Leipzig.

## Biographie

### Carrière en club
Né dans une famille aux origines congolaises, Banzuzi commence à jouer au football au VVGZ, à Zwijndrecht,.
Il rejoint le NAC Breda à l'âge de onze ans, où il va faire toute sa formation avant de débuter en équipe première le 26 octobre 2021, lors d'une victoire aux tirs au but contre le VVV Venlo en Coupe des Pays-Bas.
En juin 2023, il rejoint l'Oud-Heverlee Louvain.
Le 9 avril 2025, le RB Leipzig a officiellement annoncé avoir conclu un accord avec Banzuzi jusqu’au 30 juin 2030. Il rejoindra le club à l’été 2025 pour un montant d’environ 16 millions d’euros.

### Carrière en sélection
Ezechiel Banzuzi est international néerlandais en équipe de jeunes. En avril 2022, il est sélectionné avec l'équipe des Pays-Bas des moins de 17 ans pour l'Euro 2022. Il entre régulièrement en jeu lors de la compétition continentale, où les Pays-Bas se qualifient pour la finale du tournoi, après avoir battu l'Italie 2-1 en quart, puis avec une victoire aux tirs au but face à la Serbie en demi-finale, à la suite d'un score de 2-2 à la fin du temps réglementaire.

## Statistiques
| Saison                | Club                  | Championnat           | Championnat | Championnat | Championnat | Coupe(s) nationale(s) | Coupe(s) nationale(s) | Coupe(s) nationale(s) | Supercoupe | Supercoupe | Supercoupe | Compétition(s) continentale(s) | Compétition(s) continentale(s) | Compétition(s) continentale(s) | Compétition(s) continentale(s) | Play-Offs | Play-Offs | Play-Offs | Total | Total | Total |
| Saison                | Club                  | Division              | M.          | B.          | P.d.        | M.                    | B.                    | P.d.                  | M.         | B.         | P.d.       | Comp.                          | M.                             | B.                             | P.d.                           | M.        | B.        | P.d.      | M.    | B.    | P.d.  |
| 2021-2022             | NAC Breda             | Erste Divisie         | 20          | 0           | 0           | 2                     | 0                     | 0                     | -          | -          | -          | -                              | -                              | -                              | -                              | 2         | 1         | 0         | 24    | 1     | 0     |
| 2022-2023             | NAC Breda             | Erste Divisie         | 31          | 5           | 3           | -                     | -                     | -                     | -          | -          | -          | -                              | -                              | -                              | -                              | 4         | 1         | 0         | 35    | 6     | 3     |
| Sous-total            | Sous-total            | Sous-total            | 51          | 5           | 3           | 2                     | 0                     | 0                     | -          | -          | -          | -                              | -                              | -                              | -                              | 6         | 1         | 0         | 59    | 6     | 3     |
| 2023-2024             | OH Louvain            | Jupiler Pro League    | 27          | 2           | 0           | 3                     | 1                     | 0                     | -          | -          | -          | -                              | -                              | -                              | -                              | 10        | 0         | 0         | 40    | 3     | 0     |
| 2024-2025             | OH Louvain            | Jupiler Pro League    | 28          | 2           | 5           | 2                     | 1                     | 0                     | -          | -          | -          | -                              | -                              | -                              | -                              | 6         | 0         | 0         | 36    | 3     | 5     |
| Sous-total            | Sous-total            | Sous-total            | 55          | 4           | 5           | 5                     | 2                     | 0                     | -          | -          | -          | -                              | -                              | -                              | -                              | 16        | 0         | 0         | 76    | 6     | 5     |
| 2025-2026             | RB Leipzig            | Bundesliga            | 0           | 0           | 0           | 1                     | 1                     | 0                     | -          | -          | -          | -                              | -                              | -                              | -                              | 0         | 0         | 0         | 1     | 1     | 0     |
| Sous-total            | Sous-total            | Sous-total            | 0           | 0           | 0           | 1                     | 1                     | 0                     | -          | -          | -          | -                              | -                              | -                              | -                              | 0         | 0         | 0         | 1     | 1     | 0     |
| Total sur la carrière | Total sur la carrière | Total sur la carrière | 106         | 9           | 8           | 8                     | 3                     | 0                     | -          | -          | -          | -                              | -                              | -                              | -                              | 22        | 1         | 0         | 136   | 13    | 8     |

## Palmarès

### En sélections nationales
- Pays-Bas -17 ans
  - Championnat d'Europe -17 ans : finaliste (2022)